# Idrissa Diabaté
Pour les articles homonymes, voir Diabaté.
Idrissa Diabaté, né le 6 juillet 1992 à  Paris 12e, est un acteur français d’origine malienne.

## Biographie
Fils d’un musicien malien parti vivre aux États-Unis, Idrissa Diabaté grandit dans une famille nombreuse à Paris, avec sa mère, ses frères et sœurs.
À 18 ans, il est choisi par Julien Abraham pour être Isma, un jeune qui prend un mauvais chemin, dans La Cité rose, une interprétation qui lui vaut une pré-nomination, catégorie espoir masculin, aux Césars 2014.
En 2014, il incarne Ismaël, le fiancé de Karidja Touré dans Bande de filles, réalisé par Céline Sciamma, un film sélectionné pour la Quinzaine des réalisateurs au festival de Cannes 2014. La même année, dans Gagarine, il interprète Youri, un garçon rêveur qui refuse de quitter la cité Gagarine d'Ivry-sur-Seine dont les jours sont comptés ; le court-métrage reçoit le grand prix au concours « HLM sur cour(t) », à Paris. 
En 2015, il travaille avec Richard Berry pour Tout, tout de suite et avec Mathieu Vadepied pour La Vie en grand. Il joue aussi le rôle-titre du court-métrage El Negro de Yannick Privat.

## Filmographie

### Cinéma

#### Longs métrages
- 2012 : La Cité rose de Julien Abraham : Isma
- 2014 : Bande de filles de Céline Sciamma : Ismaël
- 2015 : La Vie en grand de Mathieu Vadepied : le grand frère d’Adama
- 2016 : Tout, tout de suite de Richard Berry : un geôlier

#### Courts métrages
- 2012 : Après l’enfer de François Pragnère : l’enfant soldat
- 2014 : Gagarine de Jérémy Trouilh et Fanny Liatard : Youri
- 2015 : El Negro de Yannick Privat : El Negro

### Télévision

#### Séries télévisées
- 2013 : Jamais seuls, 3 épisodes  de Virginie Sauveur : joueur de football
- 2014 : Boulevard du Palais, 1 épisode  de Christian Bonnet : un jeune de cité
- 2015 : Virage Nord, 3 épisodes de Virginie Sauveur : Beloumi
  - 2015 : La clé
  - 2015 : Le miroir
  - 2015 : Nicolas

## Distinctions
- César du cinéma 2014 : Pré-nomination pour le César du meilleur espoir masculin[3] pour La Cité rose de Julien Abraham